# Batar, Gradiška
Batar je nekdanje naselje v občini Gradiška, Bosna in Hercegovina, od leta 1991. del naselja Bukovac.

## Prebivalstvo
| Pregled števila prebivalcev po letih | Pregled števila prebivalcev po letih | Pregled števila prebivalcev po letih | Pregled števila prebivalcev po letih | Pregled števila prebivalcev po letih |
| ------------------------------------ | ------------------------------------ | ------------------------------------ | ------------------------------------ | ------------------------------------ |
| 1948                                 | 1953                                 | 1961                                 | 1971                                 | 1981                                 |
| -                                    | -                                    | -                                    | 40                                   | 7                                    |

| Narodna sestava prebivalstva po letih                                                                                        | Narodna sestava prebivalstva po letih                                                                                   | Narodna sestava prebivalstva po letih |
| --- | --- | ------------------------------------- |
| 1971 | 1981 |                                       |
| . skupaj: 40 Srbi 15 (37,50 %) Muslimani 14 (35,00 %) Hrvati 10 (25,00 %) Jugoslovani 1 (2,50 %) drugi in neznano 0 (0,00 %) | . skupaj: 7 Srbi 5 (71,42 %) Hrvati 2 (28,57 %) Muslimani 0 (0,00 %) Jugoslovani 0 (0,00 %) drugi in neznano 0 (0,00 %) |                                       |